# Марина Сіртіс
Мари́на Сі́ртіс (англ. Marina Sirtis; нар. 29 березня 1955) — британська та американська акторка Найвідоміша своєю роллю радниці Діани Трой у телевізійному серіалі «Зоряний шлях: Наступне покоління» та чотирьох наступних повнометражних фільмах. Також фільмувалася в багатьох епізодах у рамках франшизи «Зоряний шлях».

## Життєпис
Марина Сіртіс народилася в Гекні, Лондон, у сім'ї греків-представників робітничого класу; мати Деспіна - помічник кравця, батько - Джон Сіртіс. Виросла в Харрінгей, Північний Лондон.  За словами самої Сіртіс, у віці 3-ох років вона зазнала знущань сексуального характеру від синів-підлітків власної няні. Дівчина страждала розладом харчової поведінки, що виник у результаті травми через сексуальні знущання. Хвороба тривала протягом 20 років, та в 90-х Сіртіс перейшла на терапію і змогла впоратися із травмою й знову навчитися харчуватися здорово. 
Навчаючись ще в середній школі, Сіртіс таємно, наперекір батьківським бажанням, пройшла прослуховування в драматичній школі, і, зрештою, була прийнята до Ґілдголської школи музики та театру. 
У 1976 році, коли Сіртіс виповнився 21 рік, вона закінчила Ґільдголську школу і розпочала свою кар’єру, вступивши до театру Коннаш.
У 1986 році, у віці 31, з метою розвитку кар'єри, Сіртіс емігрувала до США, оселившись у Лос-Анджелесі. Пізніше вона стала натуралізованим громадянином США . 

## Кар'єра

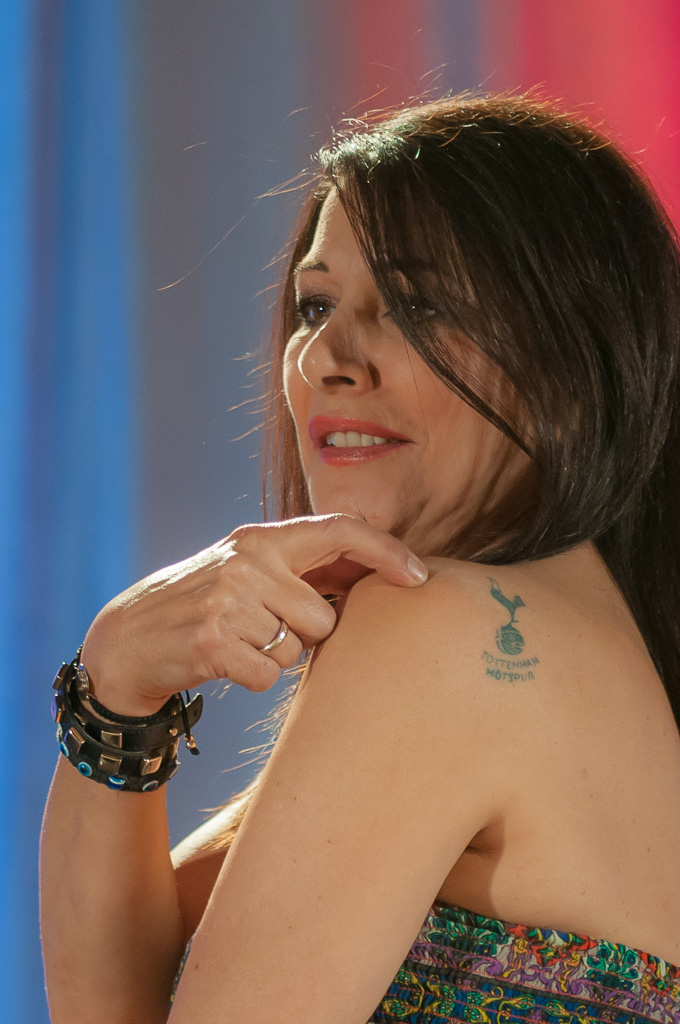
Марина Сіртіс у 2012 році, демонструючи своє татуювання - логотип англійської футбольної команди Тоттенхем Хотспур

Початок кар'єри Сіртіс у 1976 році знаменувався членством репертуарної трупи в театрі Коннаш, штат Вортінг, Західний Сассекс. Марина з'явилася в п'єсі "Що бачив дворецький" Джо Ортона (за режисури Ніка Янга) і зіграла Офелію в "Гамлеті". 
До видатної ролі в «Зоряному шляху» Сіртіс зіграла другорядні ролі в кількох фільмах. 1983 року Марина Сіртіс зіграла у фільмі «Злодійка», де вона билася батогами з Фей Дунавей. У фільмі "Жага смерті 3" Чарльза Бронсона героїня Сіртіс - жертва зґвалтування. У фільмі «Побачення наосліп» акторка фігурує як повія, яку вбиває божевільний. 
До інших ранніх робіт Сіртіс належать численні появи як зіркового гостя у британських телесеріалах. Сіртіс з'явилася в «Раффлз» (1977), " Хто платить паромнику" (1977), " «Гейзел» (1978), "Мислитель" (1979), у ситкомі Джима Девідсона «До слона і навколо замку» (1985), а також у "Повернення Шерлока Холмса" (1986) . Окрім цього, у 1979 році зіграла стюардесу в телевізійній комерційній рекламі Cinzano Bianco, де знялися ще Леонард Россітер та Джоан Коллінз, яку, за сценарієм, забризкували напоєм. 

### Зоряний шлях: Наступне покоління
У 1986 р. Сіртіс переїхала до США. Під час пошуку акторів для серіалу "Зоряний шлях: Наступне покоління" Джин Родденберрі, вражений переглядом разом із Робертом "Бобом" Джастманом фільму "Чужі" ,який показав видатного латинського героя Васкеса (зіграла Дженетт Голдстін), запросив яскравої зовнішності Марину Сіртіс на кастинг. Сіртіс і Деніз Кросбі спочатку пробувалися на можливі ролі один одного в "Наступному поколінні" . Персонажем Сіртіс мала бути лейтенант Мача Ернандес, начальник служби безпеки. Але Джин Родденберрі вирішив змінити ролі, і Мача Ернандес стала Таша Яр . Сіртіс згадує, що того дня, коли вона отримала дзвінок, який сповістив про отримання ролі, вона вже насправді збиралася повернутися до Британії, оскільки термін її 6-місячної візи закінчувався. 
Діана Трой — напівлюдина, напівбетазоїд. Її здібності бетазоїда дозволяють читати емоції інших. Її посада на Ентерпрайз-Д — це радник корабля, який слідкує за самопочуттям екіпажу та служить довіреним радником капітана Пікарда, розміщуючись поряд із ним на мосту. Спочатку сценаристам важко було писати для Діани Трой, її навіть вилучили з чотирьох епізодів першого сезону. Сіртіс відчула, що її робота опинилася під загрозою після першого сезону, але зраділа, коли Роденберрі на весіллі Джонатана Фрейкеса сказав їй, що прем'єрний епізод двох сезонів буде зосереджений саме на її героїні — Діані.
Сіртіс з'явилася у всіх семи сезонах серіалу "Зоряний шлях: Наступне покоління", і її персонаж виріс із пасивнішого наглядача до жорсткого офіцера Зоряного флоту. Марина заявила, що її улюблений епізод - " Обличчя ворога " із шостого сезону, в якому її викрадають та шляхом хірургічних втручань переробляють на ромуланця . Перехід Діани Трой до Зоряного флоту в тому ж сезоні в епізоді «Ланцюг командування » підносить гідність персонажа в очах Сіртіс, і, разом із тим, її ентузіазм до гри в цілому. Сіртіс зазначає: «Це все перекрило мій внутрішній розкол, і в результаті, вправило мій мозок, адже якщо ви відчуваєте себе незібраним, ви не зможете вижити у Голлівуді. Тому я зібралася, і мені дозволили робити те, чого не дозволяли робити років п’ять-шість. Я продовжувала працювати у виїздних командах, я відповідала за персонал, я знову отримала свої нагороди, у мене були фазери, усе інше обладнання, і це було казково. Я була в абсолютному захваті ".
За час знімання у цій франшизі  Сіртіс потоваришувала зі своїми колегами: Джонатаном Фрейксом (зіграв командира Райкера ), Майклом Дорном (лейтенант Ворф) та Брентом Спайнером (лейтенант-командир Дата ). Останні пізніше стали дружбами на весіллі Сіртіс. 
Протягом семи років під час знімання кожної частини серіалу "Зоряний шлях: Наступне покоління"  Марина носила контактні лінзи чорного кольору, оскільки у її персонажа були чорні очі.  ЇЇ власний колір очей - світло-карий. 
Зазвичай Сіртіс носила зачіски для ролі Діани Трой. Справжнє волосся актриси було трохи коротше, хоча і кучеряве, але не таке пишне, як повинна була мати її героїня. Проте, зі своїм справжнім волоссям Сіртіс з'явилася в пілотному епізоді фільму, а також у перших шести епізодах шостого сезону, де Трой дотримувалася природнішого стилю - мала зібране у хвіст волосся. Для ролі Сіртіс також повинна була говорити з певним акцентом (характеризувався як суміш вимови східноєвропейців та ізраїльтян ), хоча її природним акцентом є кокні . З часом він коригувався і став більш американським. Сіртіс відтворила свою героїню у таких художніх фільмах як "Зоряний шлях: Покоління» (1994), «Зоряний шлях: Перший контакт» (1996), «Зоряний шлях: Повстання» (1998) та «Зоряний шлях: Відплата» (2002). Вона також з'явилася в "Зоряний шлях: Вояжер"  протягом трьох епізодів до кінця серіалу (1999 та 2000) та у фіналі серіалу "Зоряний шлях: Ентерпрайз" (2005). 
Сіртіс була в захваті від того, що отримала шанс додати долю комедії в частині «Зоряний шлях: Перший контакт» і зазначила: «Мені це сподобалось, тому що це дало змогу відкрити завісу зовсім іншої Діани Трой, тої, яку ми ніколи не бачили. Ця завіса залишилися відкритою, і Діана постала такою ж дурненькою і пустотливою і в наступному фільмі, що я вважаю чудовим, адже мені подобається змінюватися.".  Сіртіс прокоментувала свою роль у "Зоряний шлях: Відплата", "Я начебто знала, що мала обов'язково грати в цьому фільмі, адже Джон Логан був великим шанувальником мого персонажа. Тому я була переконана, що він зробить йому таку послугу ». 

### Зоряний шлях: Пікар
У майбутньому серіалі "Зоряний шлях: Пікар" Марина знову з'явиться у ролі Діани Трой.

### Інші акторські роботи
Під час знімання серіалу "Зоряний шлях: Наступне покоління" Сіртіс у 1990 р. повернулася до Великої Британії, маючи перерву між зніманням третього та четвертого сезонів, щоб зняти драму під особливою назвою "Останній шанс для BBC". 1992 року Марина з'явилася в епізоді короткотривалих серій «П'ятий кут», а також у фільмі жахів/фентезі "Музей воскових фігур 2". Після закінчення серіалу "Зоряний шлях: Наступне покоління" в 1994 році Сіртіс продовжувала постійно працювати. Її першою роллю, своєрідним відходом від попередньої роботи, стала роль жорстокої дружини в серіалі «Нам допоможе небо» . 
Вона представляла голос Демони в мультсеріалі від Дісней "Гаргульї"  протягом двох сезонів, починаючи з 1994 року. Її колеги по знімальному майданчику серіалу "Наступне покоління" Фрейкс (голос Девіда Ксанатоса ), Спайнер та Дорн також озвучили деяких персонажів у мультсеріалі. Наступним "звуковим героєм" Сіртіс стала для одного епізоду мультсеріалу "Атлантида" . 

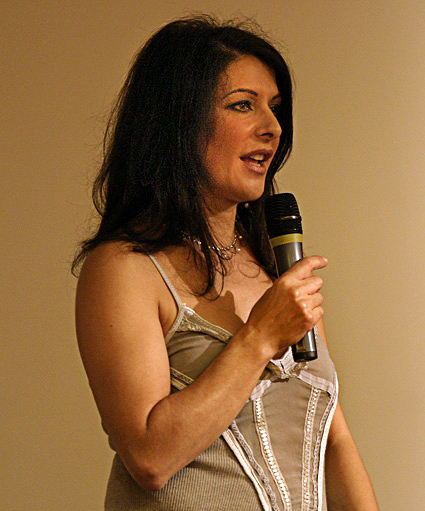
Марина Сіртіс на Конвенції "Зоряний шлях", 2005 рік

У 1996 році Сіртіс приміряла на себе роль негідного поліцейського детектива у британському фільмі "Гаджетман" , створеному для телебачення. Марина знову зіграла злодія, коли знялася у ролі власника гоночної траси під слідством, який домагався смерті водія у фільмі  "Діагноз: вбивство" в 1998 році. 1999 року на екрани вийшов незалежний фільм "Втрачений рай", де Сіртіс зіграла головну роль. 
Починаючи з 1999 року, Сіртіс повернулася до науково-фантастичного жанру на телебаченні, зігравши ряд ролей, починаючи із серіалу «За межами можливого». Того ж року акторка з'явилася у серіалі "Земля: останній конфлікт", зпродюсованому Джином Роденберрі. 2000 року Марина зіграла російського вченого в "Зоряна брама SG-1" . У жовтні 2000 року Сіртіс дала інтерв'ю для журналу SFX  у Великій Британії; з'явилася на обкладинці з надписом: "Марина Сіртіс всюди", що означав репресію її героїні Діани Трой у серіалі " Зоряний шлях: Вояжер" . 
У 2001 році про Марину Сіртіс масово заговорили після її ролі у багаторічній британській лікарняній драмі «Катастрофа» . Вона зіграла політика, що мав суперечливі погляди на Національну службу охорони здоров'я Великої Британії. Згідно з роллю, коли Сіртіс зустрічається в готелі з чоловіком, з яким має роман, її ловлять на спробі здійснити вибух. Вона також з'явилася в телевізійних фільмах "Помилка терміналу" у 2002 році та "Ігри в мережі" у 2003 році. Також у 2003 році вона стала зірковим гостем у серії ABC "Загроза матриці", де зіграла вченого-біолога з Іраку. 
У 2004 році Сіртіс знялася у фільмі «Привиди», а на Міжнародному кінофестивалі ShockerFest вона здобула нагороду за найкращу актрису. 
Марина Сіртіс зіграла незначну роль дружини перського крамаря у фільмі "Зіткнення" , що здобув нагороду "Оскар". Після цього вона зіграла ще одну роль людини із Близького Сходу в серіалі «Шукач» у 2005 році. 2006 року вона з'явилася в трьох епізодах серіалу "Подруги" в ролі свахи; знялася в телесеріалі "Без сліду". 2007 року Сіртіс була задіяна у зніманні фільму "Грендель", виробництва каналу SyFy, де вона зіграла королеву Онелу . Вийшли також незалежні фільми "Торговий шлях", "Глибоко всередині" та "Кулак воїна". Актриса озвучила персонаж Матріарх Бенезію в критично сприйнятій відомій відеогрі Mass Effect на Xbox 360, PlayStation 3 та ПК.
У 2008 році Сіртіс з'явилася в якості гостя в епізоді "Катасрофа" спін-офф шоу «Голбі Сіті». Того ж року вийшов науково-фантастичний / драматичний фільм «Невід'ємне», сценаристом якого став випускник серіалу «Зоряний шлях» Вальтер Кеніг. Сіртіс сказала про свою роль: "Я дійсно граю заступника генерального прокурора США, тому я поганий хлопець, підлий адвокат, і це прекрасно". 
DVD-продовження частин "Хулігани зеленої вулиці 2" та "Прокляття 3" , де знялася Сіртіс, вийшли у 2009 році. Вона також знялася в британському фільмі "31 на Північ, 62 на Схід" , де стала головним помічником прем'єр-міністра; у Великій Британії ця картина мала обмежений реліз. У першому епізоді короткотривалої лікарняної драми «Три ріки» Сіртіс виступила зірковим гостем. Вона повернулася до співпраці із SyFy у грудні 2009 року, знявшись у фільмі-катастрофі «Формула судного дня».
У 2010 році Сіртіс зіграла швейцарського лікаря у двох епізодах телесеріалу ABC Family "Гімнастки". У травні 2010 року Сіртіс оголосила, що озвучить мужню Бджілку-Королеву у мультсеріалі "Юна справедливість ". Марина надала свій голос героям низки епізодів з 2011 року до їх скасування у 2013 році. У березні 2011 року акторка зіграла в епізоді "Анатомії Грей" . Вона зобразила матір-іранку, яка перебувала в лікарні для участі в медичному випробуванні щодо хвороби Альцгеймера . 
У вересні 2011 року шанувальники актриси об'єдналися і почали закликати її до появи в серіалі "Доктор Хто". Через кілька тижнів на Монреальському Комік-коні Сіртіс заявила про своє бажання взяти участь у зйомках. 
У 2012 році на екрани вийшов фільм про вампірів з перед-показом «Швидкісні демони», у якому Сіртіс знялася в одній із головних ролей. У цьому ж році вона зіграла ворожку у "Castlevania" - фанатській серії відеоігр, розміщених на YouTube. Марина зіграла роль директора Моссада в «NCIS» .  Її персонаж, Орлі Ельбаз, перевершує Елі Девіда (зображений Майклом Нурі) і представлений у 10-му епізоді драми "Берлін ", який вийшов в ефір у квітні 2013 року. Згодом акторка з'явилася в другому епізоді 11 сезону, який вийшов в ефір на початку жовтня 2013 року, і також у фіналі 13 сезону "Спочатку сім'я". 
Голосом Сіртіс говорить також комп’ютер підприємства в першому епізоді вебсерії "Зоряний шлях продовжується .  
У 2014 році актриса знялася у фільмі жахів "Знайшла-беру собі" каналу SyFy. Наступного року вона з’явилася в британському фільмі «Темне відображення». 2016 року зірка Сіртіс засяяла з новою силою у фільмі каналу Hallmark "Мій літній принц".

## Особисте життя
У 1992 році Марина Сіртіс взяла шлюб із Майклом Лампером, актором і рок-гітаристом.   Лампер помер уві сні 7 грудня 2019 року. 

## Фільмографія

### Фільми

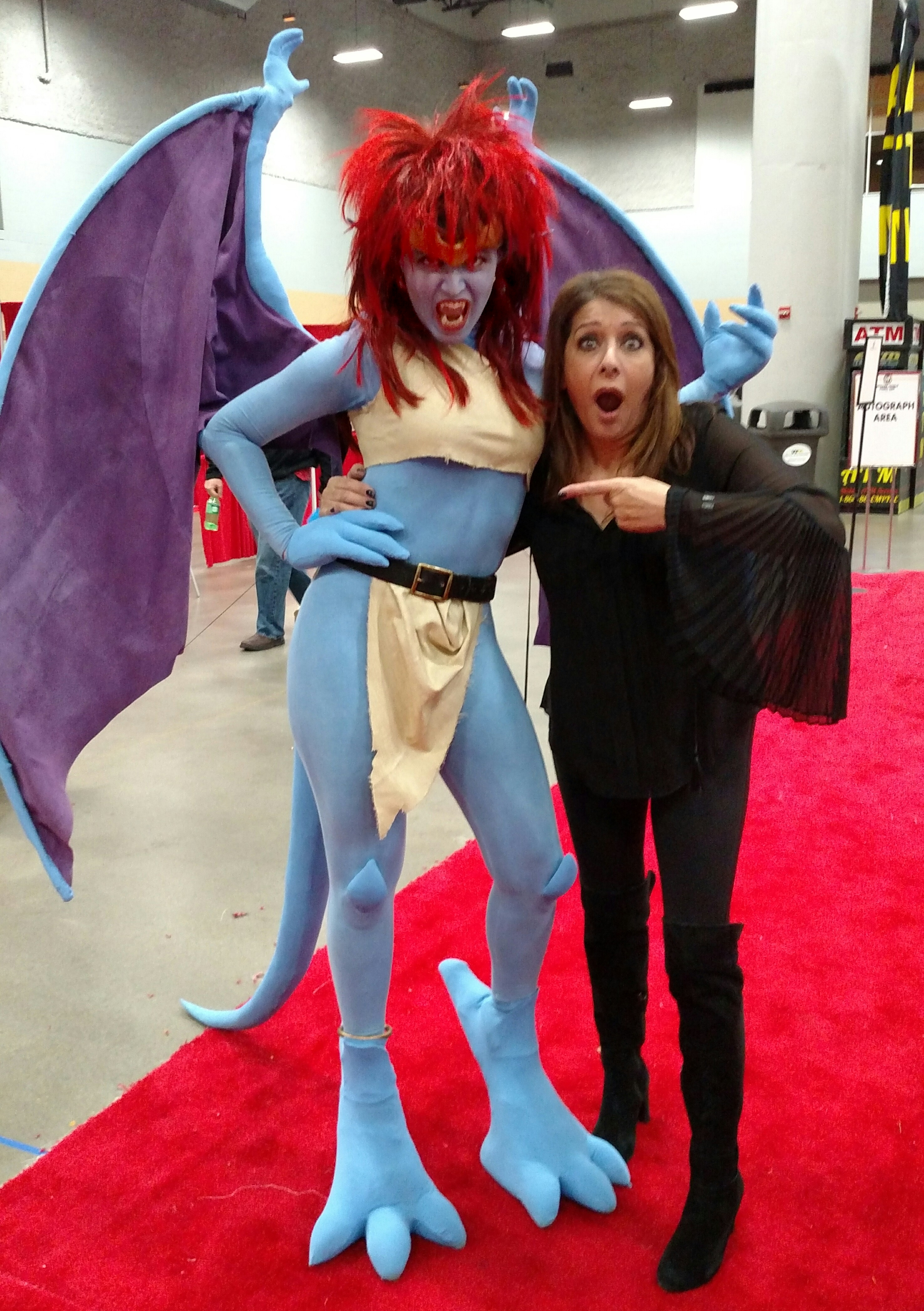
Сіртіс з косплеєм на персонаж DEMONA, якого озвучила. У Чарівному світі Де-Мойн, 2017 рік

| Рік      | Назва                                                     | Роль                        |
| -------- | --------------------------------------------------------- | --------------------------- |
| 1983 рік | Злодійка                                                  | Дівчина Джексона            |
| 1984 рік | Побачення наосліп                                         | Гукер                       |
| 1985 рік | Жага смерті 3                                             | Марія                       |
| 1992 рік | Музей воскових фігур 2                                    | Глорія                      |
| 1994 рік | Зоряний шлях: Покоління                                   | Радник Діана Трой           |
| 1996 рік | Зоряний шлях: Перший контакт                              | Радник Діана Трой           |
| 1998 рік | Зоряний шлях: Повстання                                   | Радник Діана Трой           |
| 2002 рік | Зоряний шлях: Відплата                                    | Радник Діана Трой           |
| 2002 рік | Помилка терміналу                                         | Алекс                       |
| 2004 рік | Привиди                                                   | Лора Лі                     |
| 2004 рік | Зіткнення                                                 | Шерін                       |
| 2007 рік | Кулак воїна                                               | Мері                        |
| 2007 рік | Глибоко всередині                                         | Сара                        |
| 2007 рік | Ґрендель                                                  | Валхтеов                    |
| 2007 рік | Гра життя                                                 | Пані Рафікі                 |
| 2008 рік | Невід'ємне                                                | Адвокат Баррі               |
| 2009 рік | Хулігани зеленої вулиці 2                                 | Вероніка Мейвіс             |
| 2009 рік | Прокляття 3                                               | Гретхен                     |
| 2009 рік | 31 на Північ, 62 на Схід                                  | Сара Вебер                  |
| 2014 рік | Знайшла-беру собі                                         | Жанін                       |
| 2014 рік | Електричне Бугало: Дика, нерозказана історія Cannon Films | Марина Сіртіс               |
| 2015 рік | Темне відображення                                        | Меггі Джаспар               |
| 2016 рік | Маленька мертва шапочка                                   | Есмерельда Вінфілд / Бабуся |
| 2017 рік | Учень вбивці                                              | Міранда                     |
| 2018 рік | 5-й пасажир                                               | Алана                       |
| 2019 рік | Макс Вінслоу і будинок таємниць                           |                             |

Телебачення
| Рік             | Назва                            | Роль                           | Примітки                                                           |
| --------------- | -------------------------------- | ------------------------------ | ------------------------------------------------------------------ |
| 1977            | Раффлз                           | Фастіна                        |                                                                    |
| 1977            | Хто платить паромнику?           | Аірадна                        |                                                                    |
| 1978            | Гейзел                           | Меліна Стассінопуліс           |                                                                    |
| 1978            | Багдадський злодій               | Дівчина з гарему               | ТВ-фільм                                                           |
| 1979            | Cinzano (комерційний продукт)    | Стюардеса                      | ТВ-реклама                                                         |
| 1979            | Мислитель                        | Стелла                         |                                                                    |
| 1982            | Келлі Монтейт                    | Незатверджено                  |                                                                    |
| 1985            | До слона і навколо замку         | Ліза                           |                                                                    |
| 1986            | Внизу багато місця               | Карла                          |                                                                    |
| 1986            | Називай мене Містер              | Саллі                          |                                                                    |
| 1986            | Повернення Шерлока Холмса        | Лукреція                       | Епізод "Шість Наполеонів"                                          |
| 1987            | Мисливець                        | Кейт Скенлон                   |                                                                    |
| 1987–1994       | Зоряний шлях: Наступне покоління | Радник Діана Трой              |                                                                    |
| 1988            | Веселка-читальня                 | Марина Сіртіс                  | Епізод "The Bionic Bunny Show"                                     |
| 1990            | Останній шанс                    | Марія                          | ТВ-фільм                                                           |
| 1994            | Нам допоможе небо                | Керолін Періс                  |                                                                    |
| 1994–1996, 1997 | Гаргульї                         | Демона                         | Мультсеріал                                                        |
| 1996            | Гаджетман                        | Детектив Інспектор Уолкер      | ТВ-фільм                                                           |
| 1997            | Дакмен                           | Аврора Абромовітц              | Мультсеріал                                                        |
| 1998            | Діагноз: вбивство                | Мері Ен Ігін                   |                                                                    |
| 1999            | Земля: Останній конфлікт         | Сестра Маргарет                |                                                                    |
| 1999            | За межами можливого              | Олівія «Лів» Коллер            | Епізод «Грілка»                                                    |
| 1999–2000       | Зоряний шлях: Вояжер             | Радник Діана Трой              | Епізоди «Шукач шляху», "Лінія життя", "Всередині чоловіка"         |
| 2000            | Зоряна брама:SG-1                | Лікар Світлана Маркова         | Епізод «Водяний вогонь»                                            |
| 2001            | Катастрофа                       | Джейн Тейлор                   |                                                                    |
| 2003            | Загроза матриці                  | Лікар Набіла Хассан            |                                                                    |
| 2005, 2009      | Гріфіни                          | Марина Сіртіс                  | Мультсеріал                                                        |
| 2005            | Шукач                            | Лейла Моктарі                  | Епізод "Жінки з ЛА"                                                |
| 2005            | Зоряний шлях: Ентерпрайз         | Радник Діана Трой              | Епізод "Вояжери"                                                   |
| 2006            | Без сліду                        | Алекса Сорос                   |                                                                    |
| 2006            | Подруги                          | Джина Річардс                  |                                                                    |
| 2007            | Грендель                         | Королева Вілхетів              | ТВ-фільм                                                           |
| 2008            | Голбі Сіті                       | Люсі Сіммондс                  |                                                                    |
| 2009            | Формула судного дня              | Пакстон                        | ТВ-фільм                                                           |
| 2009            | Шоу Клівленда                    | Грецька повія                  | Мультсеріал                                                        |
| 2009            | Хулігани зеленої вулиці          | Вероніка Мейвіс                |                                                                    |
| 2009            | Три річки                        | Лейла Раімі                    |                                                                    |
| 2010            | Гімнастки                        | Лікар Анна Кляйстер            |                                                                    |
| 2010–2013, 2019 | Юна Справедливість               | Бджілка-Королева, Науковець №2 |                                                                    |
| 2011            | Анатомія Грей                    | Соня Амін                      |                                                                    |
| 2013            | Зірковий шлях продовжується      | Комп'ютерний голос             |                                                                    |
| 2013            | Час пригод                       | Саманта                        | Епізод "Яма"                                                       |
| 2013–2016       | NCIS                             | Орлі Елбаз                     | Епізоди: "Берлін", "Минулє, теперішнє, майбутнє", "Спочатку сім'я" |
| 2017            | Скандал                          | Генерал Флетчер                | Епізод "Коробка"                                                   |
| 2017            | ОК К.О.! Будьмо героями          | Косма                          | Голосова роль                                                      |
| 2018            | Останнє торнадо акули            | Вінтре                         | Голосова роль                                                      |
| 2018            | Титани                           | Marie Granger                  | Епізод "Хенк і світанок"                                           |
| 2019            | Орвілл                           | Шкільна вчителька              | Епізод "Святилище"                                                 |
| 2020            | Зоряний шлях: Пікар              | Радник Діана Трой              |                                                                    |

### Озвучення
- Гріффін та Сабіна аудіо серіал (1993). . . Сабіна
- Гаргульї (1994–97). . . Демона
- Mass Effect (Відеогра) (2007). . . Матріарх Бенезія
- Юна справедливість (2010–12, 2018). . . Бджілка-Королева
- Паломник Вічності (2013). . . Комп'ютер (відтворення на комп’ютері із "Зоряний шлях: Оригінальний серіал" )
- Час пригод (2013). . . Саманта (Епізод "Яма")
- XCOM 2: Війна обраних (відеоігри) (2017). . . Олена Драгунова
- ОК КО! Будьмо героями (2017). . . Косма
- Еліта: Небезпечно (2018). . . COVAS Карина [29]